# Ittendorf
Ittendorf ist ein Stadtteil von Markdorf im Bodenseekreis in Baden-Württemberg.
Das Dorf liegt vier Kilometer südwestlich von Markdorf an der Bundesstraße 33.

## Sehenswürdigkeiten
- Burg Ittendorf
- barocke kath. Pfarrkirche St. Martin von 1660 bis 1680